# جوزيبي إنريسي
جوزيبي إنريسي (بالإيطالية: Giuseppe Enrici)‏ (مواليد 2 يناير 1898 - الوفاة 1 سبتمبر 1968) كان دراج إيطالي في صنف سباق الدراجات على الطريق.

## سباقات أو مراحل فاز بها
- طواف إيطاليا

## روابط خارجية
- جوزيبي إنريسي على موقع أرشيف الدراجات (الإنجليزية)
- جوزيبي إنريسي على موقع إحصائيات الدراجات الإحترافية (الإنجليزية)
- جوزيبي إنريسي على موقع CycleBase (الإنجليزية)